# Maytham al-Tammar
Maytham al-Tammar (arabiska: ميثم التمار), död 680, var en av de första följeslagarna till shiaimamen Ali ibn Abi Talibs. Maytham var känd för sin tro, kunskap och fromhet. Som namnet indikerar (al-Tammar) var han en dadelförsäljare, som bodde i Kufa men som ursprungligen var från Persien. Det har återberättats att shiaimamen, enligt en hemlighet från den islamiske profeten Muhammed, förutsåg att Maytham, på grund av hans vänskap till imamen, skulle få sina händer och tunga avskurna och att han skulle bli hängd från en dadelpalm. Maytham talade öppet om umayyadernas förtryck och det var därför Ubaydullah ibn Ziyad beordrade att han skulle avrättas. Han blev martyr den 22 dhi al-hijjah.